# Дивізія А 1930—1931
Дивізія А 1930-31 — 19-ий сезон чемпіонату Румунії з футболу. Усі футбольні клуби країни були поділені на 5 регіональних ліг за територіальним принципом. Переможець кожної з ліг взяв участь у фінальному турнірі. Титул вперше здобув УД Решица.

## Команди
У змаганнях брали участь також клуби Маккабі із українських Чернівців та Міхай-Вітязу із молдовського Кишинева, які на той час були у складі Румунії.

## Регіональний етап
Переможець кожної зони у складі кожної ліги пройшли до плей-оф, де визначалися по одному представнику кожної регіональної ліги у національному етапі.

### Плей-оф

#### 1 раунд
Центр
| Команда 1                    | Рахунок | Команда 2                     |
| ---------------------------- | ------- | ----------------------------- |
| Соціататя Гімнастика (Сібіу) | 4:1     | Соціататя Гімнастика (Медіаш) |
| Брашувія (Брашув)            | 4:1     | Мурешул (Тиргу-Муреш)         |

Північ
| Команда 1      | Рахунок | Команда 2      |
| -------------- | ------- | -------------- |
| Спарта (Герла) | 5:1     | Стічла (Турда) |

Схід
| Команда 1        | Рахунок | Команда 2              |
| ---------------- | ------- | ---------------------- |
| Конкордія (Ясси) | 3:1     | Міхай-Вітязу (Кишинів) |

Захід
| Команда 1        | Рахунок  | Команда 2                |
| ---------------- | -------- | ------------------------ |
| Мінерул (Вулкан) | 6:3      | Ровіне Грівіца (Крайова) |
| Вултурій (Лугож) | 0:0; 0:2 | Глорія ЧФР (Арад)        |

Південь
| Команда 1       | Рахунок | Команда 2              |
| --------------- | ------- | ---------------------- |
| ДВА Галац       | 0:1     | Вікторія (Констанца)   |
| Прахова-Плоєшті | 8:0     | Франко-Ромина (Бреїла) |

#### 2 раунд
Північ
| Команда 1      | Рахунок | Команда 2           |
| -------------- | ------- | ------------------- |
| Спарта (Герла) | 1:2     | Університатя (Клуж) |

Клуб Університатя (Клуж) був дискваліфікований, тому до наступного раунду пройшов клуб Спарта (Герла)
Захід
| Команда 1        | Рахунок | Команда 2 |
| ---------------- | ------- | --------- |
| Мінерул (Вулкан) | -:+     | УД Решица |

Південь
| Команда 1            | Рахунок | Команда 2       |
| -------------------- | ------- | --------------- |
| Вікторія (Констанца) | 1:3     | Прахова-Плоєшті |

#### 3 раунд
Центр
| Команда 1         | Рахунок | Команда 2                    |
| ----------------- | ------- | ---------------------------- |
| Брашувія (Брашув) | 4:0     | Соціататя Гімнастика (Сібіу) |

Клуб Брашувія (Брашув) був дискваліфікований, тому до національного етапу пройшов клуб Соціататя Гімнастика (Сібіу)
Північ
| Команда 1       | Рахунок | Команда 2      |
| --------------- | ------- | -------------- |
| Крішана (Орадя) | 5:0     | Спарта (Герла) |

Схід
| Команда 1          | Рахунок | Команда 2        |
| ------------------ | ------- | ---------------- |
| Маккабі (Чернівці) | 3:1     | Конкордія (Ясси) |

Південь
| Команда 1       | Рахунок | Команда 2                 |
| --------------- | ------- | ------------------------- |
| Прахова-Плоєшті | 1:0     | Униря-Триколор (Бухарест) |

Захід
| Команда 1 | Рахунок | Команда 2     |
| --------- | ------- | ------------- |
| УД Решица | +:-     | Глорія (Арад) |

## Національний етап
| Ліга    | Команда                      |
| Схід    | Маккабі (Чернівці)           |
| Північ  | Крішана (Орадя)              |
| Південь | Прахова-Плоєшті              |
| Центр   | Соціататя Гімнастика (Сібіу) |
| Захід   | УД Решица                    |

### Попередній раунд
| Команда 1       | Рахунок | Команда 2                    |
| --------------- | ------- | ---------------------------- |
| 7 червня 1931   |         |                              |
| Крішана (Орадя) | 4:6     | Соціататя Гімнастика (Сібіу) |

### 1/2 фіналу
| Команда 1                    | Рахунок | Команда 2          |
| ---------------------------- | ------- | ------------------ |
| 7-14 червня 1931             |         |                    |
| Венус (Бухарест)             | 2:3     | УД Решица          |
| Соціататя Гімнастика (Сібіу) | 4:2     | Маккабі (Чернівці) |

### Фінал
| Команда 1      | Рахунок | Команда 2                    |
| -------------- | ------- | ---------------------------- |
| 28 червня 1931 |         |                              |
| УД Решица      | 2:0     | Соціататя Гімнастика (Сібіу) |